# Port lotniczy Dhaka
Port lotniczy Dhaka (IATA: DAC, ICAO: VGHS) – międzynarodowy port lotniczy położony w Kurmitola, 20 km na północ od Dhaki. Jest największym portem lotniczym w Bangladeszu i głównym węzłem linii lotniczych Biman Bangladesh Airlines.
Lotnisko ma powierzchnię 1981 akrów (802 ha). Obsługuje prawie 52% krajowego ruchu międzynarodowego i krajowego, podczas gdy drugie co do wielkości lotnisko, Port lotniczy Shah Amanat w Ćottogram, obsługuje około 17% pasażerów. Roczna wielkość ruchu to około 4 milionów międzynarodowych i 2 miliony pasażerów krajowych oraz 150 tys. ton ładunków i poczty.
Biman Bangladesh Airlines obsługuje loty międzynarodowe z lotniska do 13 miast w Europie i Azji.

## Historia
W 1941 roku brytyjski rząd zbudował lądowisko w Kurmitola, kilka kilometrów na północ od Tejgaon, jako dodatkowe lądowisko dla lotniska Tejgaon, które w tym czasie było lotniskiem wojskowym, do obsługi samolotów bojowych, wobec pola wojennego Kohima (Assam) i Birmy.
Po utworzeniu Pakistanu w 1947 roku, Tejgaon stał się pierwszym cywilnym lotniskiem w ówczesnym Pakistanie Wschodnim, obecnie Bangladeszu. Po niepodległość Bangladeszu, w celu uwzględnienia wzrostu ruchu lotniczego, nowe lotnisko zostało zbudowane na pasie startowym Kurmitola. W 1981 roku lotnisko zostało oficjalnie zainaugurowane przez prezydenta Abdusa Sattara. Jego nazwa została zmieniona na Port lotniczy Zia po zabójstwie prezydenta Ziaura Rahmana.
W 1992 r. powierzchnia terminalu lotniska została szybko zwiększona razem z rękawami i urządzeniami. Wielopiętrowy parking z miejscem na 500 samochodów, również został zbudowany w tym czasie.
W 2010 roku nazwa została zmieniona z Portu lotniczego Zia na Port lotniczy Shah Jalal przez rząd Bangladeszu, nazwany na cześć jednego z najbardziej poważanych w Bangladeszu świętego sufizmu, Shah Jalal.

## Linie lotnicze i połączenia
| Linia lotnicza                | Kierunek |
| ----------------------------- | --- |
| Air Arabia                    | 1. Abu Zabi 2. Ras al-Chajma 3. Szardża |
| AirAsia                       | 1. Kuala Lumpur |
| Air Astra                     | 1. Ćottogam 2. Cox's Bazar 3. Srihotto |
| Air China                     | 1. Pekin |
| Air India                     | 1. Delhi |
| Air India Express             | 1. Ćennaj (od 3 września 2024) 2. Kolkata (od 3 września 2024) |
| Air Premia                    | Czartery: 1. Seul-Inczon |
| Batik Air Malaysia            | 1. Kuala Lumpur |
| Biman Bangladesh Airlines     | 1. Abu Zabi 2. Bangkok–Suvarnabhumi 3. Barisal 4. Ćennaj 5. Ćottogam 6. Cox's Bazar 7. Dammam 8. Delhi 9. Doha 10. Dubaj 11. Guangzhou 12. Jashore 13. Dżudda 14. Katmandu 15. Kolkata 16. Kuala Lumpur 17. Kuwejt 18. Londyn-Heathrow 19. Medyna 20. Maskat 21. Radźszahi 22. Rijad 23. Rzym-Fiumicino 24. Saidpur 25. Szardża 26. Singapur 27. Srihotto 28. Tokio-Narita 29. Toronto-Pearson 30. Rangun |
| Cathay Pacific                | 1. Hongkong |
| China Eastern Airlines        | 1. Kunming |
| China Southern Airlines       | 1. Guangzhou 2. Pekin-Daxing |
| Druk Air                      | 1. Bangkok–Suvarnabhumi 2. Paro |
| EgyptAir                      | 1. Kair |
| Emirates                      | 1. Dubaj |
| Ethiopian Airlines            | 1. Addis Abeba |
| FitsAir                       | 1. Kolombo |
| Flydubai                      | 1. Dubaj |
| Gulf Air                      | 1. Bahrajn |
| Himalaya Airlines             | 1. Katmandu |
| IndiGo Airlines               | 1. Ćennaj 2. Delhi 3. Kolkata 4. Mumbaj |
| Jazeera Airways               | 1. Kuwejt |
| Jin Air                       | Sezonowo: 1. Seul-Inczon |
| Kuwait Airways                | 1. Kuwejt |
| Malaysia Airlines             | 1. Kuala Lumpur |
| Maldivian                     | 1. Male |
| Myanmar Airways International | 1. Rangun |
| Novoair                       | 1. Ćottogam 2. Cox's Bazar 3. Jashore 4. Kolkata 5. Radźszahi 6. Saidpur 7. Srihotto |
| Oman Air                      | 1. Maskat |
| Qatar Airways                 | 1. Doha |
| SalamAir                      | 1. Maskat |
| Saudia                        | 1. Dammam 2. Dżudda 3. Medyna 4. Rijad |
| Singapore Airlines            | 1. Singapur |
| SriLankan Airlines            | 1. Kolombo |
| Thai AirAsia                  | 1. Bangkok–Don Muang |
| Thai Airways International    | 1. Bangkok–Suvarnabhumi |
| Thai Lion Air                 | 1. Bangkok–Don Muang |
| Turkish Airlines              | 1. Stambuł |
| US-Bangla Airlines            | 1. Abu Zabi 2. Bangkok–Suvarnabhumi 3. Barisal 4. Ćennaj 5. Ćottogam 6. Cox's Bazar 7. Doha 8. Dubaj 9. Guangzhou 10. Jashore 11. Dżudda 12. Kolkata 13. Kuala Lumpur 14. Male 15. Maskat 16. Radźszahi 17. Saidpur 18. Szardża 19. Singapur 20. Srihotto |
| Vistara                       | 1. Delhi 2. Mumbaj |

### Cargo
| Linia Lotnicza           | Kierunek                                                  |
| ------------------------ | --------------------------------------------------------- |
| AirBridgeCargo Airlines  | 1. Krasnojarsk 2. Szanghaj-Pudong                         |
| Cathay Cargo             | 1. Hanoi 2. Hongkong                                      |
| China Cargo Airlines     | 1. Szanghaj-Pudong 2. Zhengzhou                           |
| Easy Fly Express         | 1. Delhi 2. Guangzhou 3. Hongkong 4. Kolkata 5. Zhengzhou |
| Ethiopian Airlines Cargo | 1. Addis Abeba                                            |
| Etihad Cargo             | 1. Abu Zabi 2. Hanoi                                      |
| Hong Kong Airlines Cargo | 1. Hongkong                                               |
| Qatar Airways Cargo      | 1. Doha                                                   |
| Saudia Cargo             | 1. Dammam 2. Dżudda 3. Rijad                              |
| SF Airlines              | 1. Changsha 2. Chengdu-Shuangliu                          |
| Silk Way Airlines        | 1. Baku                                                   |
| SkyAir                   | 1. Ćottogram 2. Cox’s Bazar 3. Jashore 4. Srihotto        |
| Sky Gates Airlines       | 1. Baku                                                   |
| Singapore Airlines Cargo | 1. Amsterdam 2. Szardża 3. Singapur                       |
| Tianjin Airlines         | 1. Nanning                                                |
| Turkish Cargo            | 1. Ałmaty 2. Aszchabad 3. Stambuł                         |
| YTO Cargo Airlines       | 1. Hangzhou 2. Nanning                                    |